# Piège en forêt
Piège en forêt (Firefight) est un téléfilm canadien réalisé par Paul Ziller et diffusé en 2003.

## Synopsis
Pour sauver le restaurant familial de la saisie, un pompier provoque un feu de forêt afin de dévaliser un convoi de fonds. L'argent étant dans la forêt en feu, lui et son équipe doivent le retrouver avant qu'il ne soit consumé, tout en faisant attention à un gang dangereux qui veut aussi le retrouver.

## Fiche technique
- Scénario : Elisabeth Sanchez, Paul Ziller
- Durée : 96 minutes
- Pays :  Canada

## Distribution
- Stephen Baldwin : Wolf
- Nick Mancuso : George
- Steve Bacic : Jonas
- Sonya Salomaa : Rachel
- Brad Shivon : Dean
- Manoj Sood : Raj
- Tanya Reid : Rita
- Roger Barnes : Norman
- Patricia Drake : Carla
- Claude Duhamel : Gus
- Ryan Ennis : doublure de Wolf
- Darren Moore : Sue
- Robin Mossley : superviseur
- David Palffy : Vince
- Lane Price : pompier
- Jasmine Sanchez-Ziller : Vanessa
- Rachel Victoria : Jackie